# Beardyman
Darren Foreman, född 14 maj 1982, alias Beardyman, är en musiker från Brighton, East Sussex. Han är känd för beatboxing och användande av looper. Musiken han framför är oftast improviserad. Han blev Storbritanniens beatboxingsmästare 2006 och 2007. Hans smeknamn kommer från att han under sin första show hade skägg.
Beardyman använder ofta humor när han beatboxar i sina framträdanden. Han har spelat Elvis, gjort ett kokprogram där han bakar ihop olika ljud till ett beat och spelat en föreläsare om växthuseffekten medan han beatboxade.
Beardyman representerade Storbritannien i the World Beatboxing Championships i Tyskland 2007.
Han uppträdde på Youtube Live.

## Diskografi (urval)
Studioalbum
- I Done a Album (2011)
- Distractions (2014)

Livealbums
- Beardyman presents The Dream Team, Live at Electric Brixton (2016)

EPs
- Oh!/Smell the Vibe (2012)
- Oh!/Smell the Vibe (Remixes) (2012)
- Concentrations (2014)

Singlar
- "Where Does Your Mind Go?" (2011)
- "Mountain Side" (2015)
- "6AM (Ready to Write)" (2019) (med Joe Rogan)